# Клявлино (село)
Кля́влино — село в Клявлинском районе Самарской области России. Входит в состав сельского поселения станция Клявлино. Население 450 человек на 2009 год (на 2002 год — 624). Расположено на реке Большой Черемшан.

## География
Находится в северо-восточной части области, в пределах Высокого Заволжья, в лесостепной зоне, при реке Большой Черемшан, на расстоянии примерно 3 километров (по прямой) к юго-западу от географического центра Клявлино, административного центра района.

## Климат
Климат характеризуется как умеренно континентальный, с холодной малоснежной зимой и жарким сухим летом. Среднегодовая температура воздуха  3,1 °С. Средняя температура воздуха самого тёплого месяца (июля) +19,2 °C (абсолютный максимум +37 °C); самого холодного (января) −13,3 °C (абсолютный минимум  −46 °C). Среднегодовое количество атмосферных осадков составляет 646 мм, из которых 395 мм выпадает в период с апреля по октябрь. Снежный покров держится в течение 163 дней.

## Население
| 2009 | 2010 |
| ---- | ---- |
| 450  | ↗603 |

## Инфраструктура
Действуют начальная школа (19 учеников на 2011—2012 учебный год), детский сад (30 человек на 2011—2012 уч. год).
Церковь Димитрия Солунского.

## Транспорт
Село доступно автомобильным и железнодорожным транспортом через соседний райцентр.